# كولين جونز (لاعب الكرلنغ)
كولين جونز (بالإنجليزية: Colleen Jones) (و. 1959  م) هي لاعبة الكرلنغ، وصحفية، ومعلقة رياضية كندية، ولدت في هاليفاكس.

## التعليم
تعلمت في جامعة دالهاوسي.

## روابط خارجية
- كولين جونز على موقع الاتحاد الدولي للكرلنغ (الإنجليزية)
- كولين جونز على موقع قاعة كندا للمشاهير الرياضية (الإنجليزية)